# Opius cinerariae
Opius cinerariae är en stekelart som beskrevs av Fischer 1963. Opius cinerariae ingår i släktet Opius och familjen bracksteklar. Inga underarter finns listade i Catalogue of Life.